# Alfa Romeo 8C Competizione
Alfa Romeo 8C Competizione je sportski automobil talijanskog proizvođača Alfa Romea. Kao konceptni automobil je predstavljen na frankfurtskom salonu automobila 2003., dok je serijska proizvodnja krenula krajem 2007. Proizvedeno je samo 500 primjeraka, od kojih je najviše prodano u SAD-u i Italiji (po 84 primjerka). Jedan primjerak je završio i u Hrvatskoj. Ime je dobio po motoru od 8 cilindara.

## Motor i mjenjač
8C Competizione koristi Maseratijev 4.7 litreni V8 motor od 440 konjskih snaga. Šesterostupanjski mjenjač omogućuje podešavanje nekoliko različitih režima izmjena brzina. U sportskom modu brzina se promijeni za 175 milisekundi.

## Performanse
| Maksimalna brzina | 292 km/h                      |
| 0-100 km/h        | 4,2 s                         |
| 1/4 milje         | 12,4 s                        |
| Obujam            | 4691 ccm                      |
| Snaga             | 331 kW (450 KS) pri 7000 okr. |
| Okretni moment    | 480 Nm pri 4750 okr.          |

## 8C Spider
Alfa Romeo 8C Spider je predstavljen na ženevskom salonu automobila 2008. godine, a proizvodnja je krenula 2009. godine. Proizvedeno ih je također 500 primjeraka od kojih je 35 dizajnirano za američko tržište.
U listopadu 2011. godine u izdanju časopisa "Evo", 8C Spider osvojio je naslov za "Best Sounding Car" (najbolji zvuk automobila).

## Vanjska poveznica
- Alfa Romeo 8C Competizione